# Coupe de Pologne de football 2012-2013
Navigation
Coupe de Pologne 2011-2012 Coupe de Pologne 2013-2014
La Coupe de Pologne de football 2012-2013 (Puchar Polski w piłce nożnej 2012-2013 en polonais) est la cinquante-neuvième édition de la Coupe de Pologne. Pour la quinzième fois de son histoire, le Legia Varsovie, club le plus titré dans cette compétition, met son titre en jeu. La finale de la Coupe de Pologne, qui devait initialement se jouer au stade national de Varsovie pour la première fois depuis la fin de sa construction et après une annulation lors de l'édition précédente (la finale s'était jouée à Kielce), se déroule finalement en deux manches, sur le terrain des équipes concernées, à la suite d'une décision de la fédération prise le 13 mars.
Le vainqueur de l'épreuve se qualifie pour le deuxième tour préliminaire de la Ligue Europa 2013-2014, sauf s'il remporte le championnat et se qualifie donc pour le deuxième tour de qualification de la Ligue des champions. Dans ce cas, c'est le finaliste de la coupe qui récupère le billet européen décerné à l'origine au vainqueur.
Pour la seizième fois de son histoire, le Legia remporte la compétition, les 2 et 8 mai 2013, en disposant du Śląsk Wrocław deux buts à un sur les deux matches.

## Déroulement de la compétition
Le système est le même que celui utilisé les années précédentes.
Cette page ne présente les résultats qu'à partir du premier tour.

## Nombre d'équipes par division et par tour
Date d'entrée des clubs :
- 1er tour : 18 clubs de 2e division 2011-2012 ;
- 16es de finale : 16 clubs de 1re division 2011-2012.

| Divisions / Manches    | Tour prélim. (26 matches) | 2e tour prélim. (12 matches) | 1er tour (16 matches) | Seizièmes de finale | Huitièmes de finale | Quarts de finale | Demi- finales | Finale |
| ---------------------- | ------------------------- | ---------------------------- | --------------------- | ------------------- | ------------------- | ---------------- | ------------- | ------ |
| Ekstraklasa 16 équipes | non présents              | non présents                 | 2                     | 1 + 14              | 11                  | 6                | 4             | 2      |
| I liga 18 équipes      | non présents              | 4                            | 3 + 12                | 8 + 2               | 4                   | 2                | Aucun         | Aucun  |
| II liga                |                           | 12                           | 4 + 3                 | 5                   | 1                   | Aucun            | Aucun         | Aucun  |
| III liga               |                           | 7                            | 5                     | 2                   | Aucun               | Aucun            | Aucun         | Aucun  |
| IV liga                |                           | 1                            | Aucun                 | Aucun               | Aucun               | Aucun            | Aucun         | Aucun  |
| Clubs amateurs         |                           | 2                            | 2 + 1                 | Aucun               | Aucun               | Aucun            | Aucun         | Aucun  |
| Total                  |                           | 26                           | 32                    | 32                  | 16                  | 8                | 4             | 2      |

## Le parcours des clubs de première division
Les clubs promus d'Ekstraklasa font leur entrée dans la compétition lors du premier tour. Les autres commencent la coupe au tour suivant.
Voici leur parcours respectif :
| Club                       | Parcours lors de la saison 2011-12 | Parcours cette saison                                     |
| -------------------------- | ---------------------------------- | --------------------------------------------------------- |
| Legia Varsovie             | Vainqueur                          | Vainqueur – Bat le Śląsk Wrocław                          |
| Ruch Chorzów               | Finaliste                          | Demi-finales – Battu par le Legia Varsovie                |
| Wisła Cracovie             | Demi-finales                       | Demi-finales – Battu par le Śląsk Wrocław                 |
| Lech Poznań                | Quarts de finale                   | Seizièmes de finale – Battu par l'Olimpia Grudziądz (D2)  |
| Śląsk Wrocław              | Quarts de finale                   | Finaliste – Battu par le Legia Varsovie                   |
| Górnik Zabrze              | Huitièmes de finale                | Seizièmes de finale – Battu par le Flota Świnoujście (D2) |
| Podbeskidzie Bielsko-Biała | Huitièmes de finale                | Seizièmes de finale – Battu par le Warta Poznań (D2)      |
| Polonia Varsovie           | Huitièmes de finale                | Huitièmes de finale – Battu par le Zagłębie Lubin         |
| Widzew Łódź                | Huitièmes de finale                | Seizièmes de finale – Battu par le Piast Gliwice          |
| GKS Bełchatów              | Seizièmes de finale                | Huitièmes de finale – Battu par le Śląsk Wrocław          |
| Jagiellonia Białystok      | Seizièmes de finale                | Quarts de finale – Battu par le Wisła Cracovie            |
| Korona Kielce              | Seizièmes de finale                | Huitièmes de finale – Battu par le Ruch Chorzów           |
| Lechia Gdańsk              | Seizièmes de finale                | Huitièmes de finale – Battu par le Jagiellonia Białystok  |
| Piast Gliwice (P)          | Seizièmes de finale                | Huitièmes de finale – Battu par le Legia Varsovie         |
| Zagłębie Lubin             | Seizièmes de finale                | Quarts de finale – Battu par le Ruch Chorzów              |
| Pogoń Szczecin (P)         | 1er tour                           | 1er tour – Battu par l'Olimpia Grudziądz (D2)             |

## Compétition

### Premier tour
| Club (division)               | Score             | Club (division)           | Affluence |
| ----------------------------- | ----------------- | ------------------------- | --------- |
| Pelikan Łowicz (D3)           | 2 – 1             | Kolejarz Stróże (D2)      | 289       |
| Okocimski KS Brzesko (D2)     | 1 – 1 (4 – 2 tab) | Polonia Bytom (D2)        | 500       |
| Stomil Olsztyn (D2)           | 2 – 3             | GKS Bogdanka (D2)         | 2 000     |
| Arka Gdynia (D2)              | 0 – 1             | Olimpia Elbląg (D3)       | 2 915     |
| Limanovia Limanowa (D4)       | 0 – 1             | Piast Gliwice (D1)        | 800       |
| Wigry Suwałki (D3)            | 1 – 2             | Bruk-Bet Nieciecza (D2)   | 700       |
| Luboński KS (D4)              | 4 – 2             | GKS Katowice (D2)         | 600       |
| Sokół Ostróda (D4)            | 3 – 0 (forfait)   | Ruch Radzionków (amateur) | —         |
| Miedź Legnica (D2)            | 2 – 1             | Dolcan Ząbki (D2)         | 2 000     |
| Łysica II Bodzentyn (amateur) | 1 – 2             | Wisła Płock (D3)          | 200       |
| Kotwica Kołobrzeg (D4)        | 0 – 4             | Warta Poznań (D2)         | 1 700     |
| Ruch Zdzieszowice (D3)        | 0 – 5             | Flota Świnoujście (D2)    | 500       |
| Górnik Wałbrzych (D3)         | 4 – 1             | Sandecja Nowy Sącz (D2)   | 400       |
| Sokół Aleksandrów Łódzki (D4) | 0 – 5             | Zawisza Bydgoszcz (D2)    | 400       |
| Legia II Varsovie (amateur)   | 2 – 4 (a.p.)      | KS Polkowice (D3)         | 300       |
| Olimpia Grudziądz (D2)        | 1 – 0 (a.p.)      | Pogoń Szczecin (D1)       | 600       |

### Seizièmes de finale
| Club (division)           | Score        | Club (division)                 | Affluence |
| ------------------------- | ------------ | ------------------------------- | --------- |
| KS Polkowice (D3)         | 0 – 1        | Śląsk Wrocław (D1)              | 600       |
| Okocimski KS Brzesko (D2) | 0 – 4        | Legia Varsovie (D1)             | 1 000     |
| Piast Gliwice (D1)        | 1 – 0        | Widzew Łódź (D1)                | 523       |
| Bruk-Bet Nieciecza (D2)   | 0 – 2        | GKS Bełchatów (D1)              | 1 000     |
| Luboński KS (D4)          | 0 – 5        | Wisła Cracovie (D1)             | 1 200     |
| Sokół Ostróda (D4)        | 1 – 8        | Jagiellonia Białystok (D1)      | 1 500     |
| Wisła Płock (D3)          | 2 – 4        | Zagłębie Lubin (D1)             | 1 000     |
| Warta Poznań (D2)         | 1 – 0        | Podbeskidzie Bielsko-Biała (D1) | 500       |
| Flota Świnoujście (D2)    | 2 – 1        | Górnik Zabrze (D1)              | 1 800     |
| Górnik Wałbrzych (D3)     | 2 – 1        | ŁKS Łódź (D2)                   | 900       |
| Zawisza Bydgoszcz (D2)    | 0 – 2        | Cracovia (D2)                   | 4 000     |
| GKS Bogdanka (D2)         | 1 – 2 (a.p.) | Lechia Gdańsk (D1)              | 800       |
| Olimpia Elbląg (D3)       | 1 – 2 (a.p.) | Korona Kielce (D1)              | 1 570     |
| Pelikan Łowicz (D3)       | 0 – 1        | Ruch Chorzów (D1)               | 2 000     |
| Miedź Legnica (D2)        | 1 – 3        | Polonia Varsovie (D1)           | 3 500     |
| Olimpia Grudziądz (D2)    | 2 – 1 (a.p.) | Lech Poznań (D1)                | 3 500     |

### Huitièmes de finale
| Club (division)            | Score             | Club (division)        | Affluence |
| -------------------------- | ----------------- | ---------------------- | --------- |
| Warta Poznań (D2)          | 0 – 1             | Wisła Cracovie (D1)    | 2 500     |
| Ruch Chorzów (D1)          | 3 – 1 (a.p.)      | Korona Kielce (D1)     | 3 100     |
| Piast Gliwice (D1)         | 1 – 2             | Legia Varsovie (D1)    | 4 522     |
| Śląsk Wrocław (D1)         | 3 – 0             | GKS Bełchatów (D1)     | 19 438    |
| Górnik Wałbrzych (D3)      | 1 – 3 (a.p.)      | Olimpia Grudziądz (D2) | 1 500     |
| Zagłębie Lubin (D1)        | 2 – 1             | Polonia Varsovie (D1)  | 3 852     |
| Flota Świnoujście (D2)     | 2 – 2 (8 – 7 tab) | Cracovia (D2)          | 1 812     |
| Jagiellonia Białystok (D1) | 2 – 2 (5 – 4 tab) | Lechia Gdańsk (D1)     | 2 437     |

### Quarts de finale
Le tirage au sort a lieu le 24 octobre, au siège de la fédération polonaise, tandis que les matches sont programmés les 26, 27 et 28 février pour la manche aller et les 12, 13, 26 et 27 mars pour la manche retour (les matches opposant Grudziądz au Legia et Świnoujście à Wrocław ayant été reportés en raison de mauvaises conditions climatologiques).
Le club qui reçoit au match aller est indiqué dans la colonne de gauche.
| Club (division)     | Aller | Total | Retour | Club (division)            | Affluences     |
| ------------------- | ----- | ----- | ------ | -------------------------- | -------------- |
| Legia Varsovie (D1) | 4 – 1 | 6 – 2 | 2 – 1  | Olimpia Grudziądz (D2)     | 11 696 – 3 000 |
| Wisła Cracovie (D1) | 2 – 0 | 6 – 2 | 4 – 2  | Jagiellonia Białystok (D1) | 9 833 – 1 400  |
| Śląsk Wrocław (D1)  | 3 – 2 | 5 – 2 | 2 – 0  | Flota Świnoujście (D2)     | 12 476 – 1 500 |
| Zagłębie Lubin (D1) | 2 – 2 | 2 – 3 | 0 – 1  | Ruch Chorzów (D1)          | 5 134 – 4 150  |

### Demi-finales
Le tirage au sort a lieu le 14 mars, au siège de la fédération polonaise. Les matches ont lieu les 9, 10, 16 et 17 avril.
Le club qui reçoit au match aller est indiqué dans la colonne de gauche.
| Club (division)    | Aller | Total | Retour | Club (division)     | Affluences      |
| ------------------ | ----- | ----- | ------ | ------------------- | --------------- |
| Śląsk Wrocław (D1) | 2 – 1 | 5 – 3 | 3 – 2  | Wisła Cracovie (D1) | 20 981 – 11 189 |
| Ruch Chorzów (D1)  | 0 – 0 | 1 – 2 | 1 – 2  | Legia Varsovie (D1) | 3 300 – 12 048  |

### Finale
La finale de la Coupe de Pologne, qui devait initialement se jouer au stade national de Varsovie pour la première fois depuis la fin de sa construction et après une annulation lors de l'édition précédente (la finale s'était jouée à Kielce), se déroulera finalement en deux manches, sur le terrain des équipes concernées, à la suite d'une décision de la fédération prise le 13 mars avec l'accord des clubs encore en compétition.
Le Legia Varsovie, vainqueur de la coupe lors des deux éditions précédentes et club le plus titré dans cette compétition (quinze victoires), tente pour l'occasion d'améliorer son record face au champion de Pologne en titre, le Śląsk Wrocław, qui l'avait battu lors de la Supercoupe 2012, aux tirs au but, le 12 août 2012.
Lors du match aller, disputé à Wrocław, le Legia prend l'ascendant et marque le premier, à la demi-heure de jeu. S'ensuivent alors plusieurs occasions pour les deux équipes, et un deuxième but de Varsovie avant la mi-temps. Durant la seconde période, les occasions de marquer un but se font plus rares même si les deux gardiens doivent s'employer pour l'éviter, et le Legia repart de Basse-Silésie avec un avantage important avant le retour. À Varsovie, le 8 mai, les deux équipes doivent une nouvelle fois composer leur onze de départ avec les nombreuses indisponibilités qui concernent leurs joueurs. Contrairement au match aller, c'est le Śląsk Wrocław qui entre le mieux dans la partie, et se voit offrir un but par le capitaine des legioniści Michał Żewłakow dès la 2e minute. Poussant par la suite pour revenir à égalité sur les deux matches, le Śląsk ne desserre pas son emprise sur la partie et se crée de nombreuses occasions, touchant même la barre transversale à la 69e minute. Finalement, le Legia parvient à protéger sa cage et conserver son avantage, pour remporter sa seizième Coupe de Pologne devant ses supporters.
| Titulaires :   |                        |     |
|                |                        |     |
| 33             | Rafał Gikiewicz        |     |
| 24             | Tadeusz Socha          | 83e |
| 28             | Marek Wasiluk          |     |
| 14             | Marcin Kowalczyk       |     |
| 17             | Mariusz Pawelec        |     |
| 20             | Piotr Ćwielong         |     |
| 16             | Dalibor Stevanovič     |     |
| 26             | Przemysław Kaźmierczak | 53e |
| 11             | Sebastian Mila         |     |
| 5              | Waldemar Sobota        |     |
| 8              | Éric Mouloungui        | 46e |
|                |                        |     |
| Remplaçants :  |                        |     |
| 1              | Krzysztof Żukowski     |     |
| 15             | Rafał Grodzicki        |     |
| 29             | Rok Elsner             |     |
| 2              | Krzysztof Ostrowski    | 83e |
| 9              | Sylwester Patejuk      |     |
| 10             | Mateusz Cetnarski      | 46e |
| 27             | Łukasz Gikiewicz       | 53e |
|                |                        |     |
| Entraîneur :   |                        |     |
| Stanislav Levý |                        |     |

| Titulaires :  |                      |     |
|               |                      |     |
| 84            | Wojciech Skaba       |     |
| 2             | Artur Jędrzejczyk    |     |
| 3             | Tomasz Jodłowiec     |     |
| 15            | Iñaki Astiz          |     |
| 8             | Marko Šuler          |     |
| 18            | Michał Kucharczyk    |     |
| 21            | Ivica Vrdoljak       |     |
| 37            | Dominik Furman       |     |
| 17            | Tomasz Brzyski       | 84e |
| 13            | Vladimer Dvalishvili |     |
| 9             | Marek Saganowski     | 77e |
|               |                      |     |
| Remplaçants : |                      |     |
| 12            | Dušan Kuciak         |     |
| 4             | Dickson Choto        |     |
| 6             | Michał Żewłakow      |     |
| 16            | Aleksander Jagiełło  | 84e |
| 20            | Jakub Kosecki        |     |
| 33            | Michał Żyro          |     |
| 35            | Daniel Łukasik       | 77e |
|               |                      |     |
| Entraîneur :  |                      |     |
| Jan Urban     |                      |     |

| Titulaires :   |                        |     |
|                |                        |     |
| 33             | Rafał Gikiewicz        |     |
| 24             | Tadeusz Socha          | 83e |
| 28             | Marek Wasiluk          |     |
| 14             | Marcin Kowalczyk       |     |
| 17             | Mariusz Pawelec        |     |
| 20             | Piotr Ćwielong         |     |
| 16             | Dalibor Stevanovič     |     |
| 26             | Przemysław Kaźmierczak | 53e |
| 11             | Sebastian Mila         |     |
| 5              | Waldemar Sobota        |     |
| 8              | Éric Mouloungui        | 46e |
|                |                        |     |
| Remplaçants :  |                        |     |
| 1              | Krzysztof Żukowski     |     |
| 15             | Rafał Grodzicki        |     |
| 29             | Rok Elsner             |     |
| 2              | Krzysztof Ostrowski    | 83e |
| 9              | Sylwester Patejuk      |     |
| 10             | Mateusz Cetnarski      | 46e |
| 27             | Łukasz Gikiewicz       | 53e |
|                |                        |     |
| Entraîneur :   |                        |     |
| Stanislav Levý |                        |     |

| Titulaires :  |                      |     |
|               |                      |     |
| 84            | Wojciech Skaba       |     |
| 2             | Artur Jędrzejczyk    |     |
| 3             | Tomasz Jodłowiec     |     |
| 15            | Iñaki Astiz          |     |
| 8             | Marko Šuler          |     |
| 18            | Michał Kucharczyk    |     |
| 21            | Ivica Vrdoljak       |     |
| 37            | Dominik Furman       |     |
| 17            | Tomasz Brzyski       | 84e |
| 13            | Vladimer Dvalishvili |     |
| 9             | Marek Saganowski     | 77e |
|               |                      |     |
| Remplaçants : |                      |     |
| 12            | Dušan Kuciak         |     |
| 4             | Dickson Choto        |     |
| 6             | Michał Żewłakow      |     |
| 16            | Aleksander Jagiełło  | 84e |
| 20            | Jakub Kosecki        |     |
| 33            | Michał Żyro          |     |
| 35            | Daniel Łukasik       | 77e |
|               |                      |     |
| Entraîneur :  |                      |     |
| Jan Urban     |                      |     |

| Titulaires :  |                      |     |
|               |                      |     |
| 84            | Wojciech Skaba       |     |
| 2             | Artur Jędrzejczyk    |     |
| 6             | Michał Żewłakow      |     |
| 3             | Tomasz Jodłowiec     |     |
| 8             | Marko Šuler          |     |
| 20            | Jakub Kosecki        |     |
| 5             | Janusz Gol           | 33e |
| 21            | Ivica Vrdoljak       |     |
| 17            | Tomasz Brzyski       | 74e |
| 13            | Vladimer Dvalishvili |     |
| 9             | Marek Saganowski     | 87e |
|               |                      |     |
| Remplaçants : |                      |     |
| 12            | Dušan Kuciak         |     |
| 4             | Dickson Choto        |     |
| 14            | Jakub Wawrzyniak     |     |
| 18            | Michał Kucharczyk    |     |
| 32            | Miroslav Radović     | 74e |
| 35            | Daniel Łukasik       | 33e |
| 37            | Dominik Furman       | 87e |
|               |                      |     |
| Entraîneur :  |                      |     |
| Jan Urban     |                      |     |

| Titulaires :   |                     |     |
|                |                     |     |
| 33             | Rafał Gikiewicz     |     |
| 24             | Tadeusz Socha       |     |
| 15             | Rafał Grodzicki     |     |
| 3              | Adam Kokoszka       |     |
| 2              | Krzysztof Ostrowski |     |
| 16             | Dalibor Stevanovič  | 87e |
| 14             | Marcin Kowalczyk    |     |
| 5              | Waldemar Sobota     |     |
| 11             | Sebastian Mila      |     |
| 20             | Piotr Ćwielong      | 87e |
| 10             | Mateusz Cetnarski   | 65e |
|                |                     |     |
| Remplaçants :  |                     |     |
| 1              | Krzysztof Żukowski  |     |
| 6              | Kamil Dankowski     |     |
| 8              | Éric Mouloungui     |     |
| 9              | Sylwester Patejuk   | 65e |
| 19             | Mateusz Fedyna      |     |
| 23             | Jakub Więzik        | 87e |
| 27             | Łukasz Gikiewicz    | 87e |
|                |                     |     |
| Entraîneur :   |                     |     |
| Stanislav Levý |                     |     |

| Titulaires :  |                      |     |
|               |                      |     |
| 84            | Wojciech Skaba       |     |
| 2             | Artur Jędrzejczyk    |     |
| 6             | Michał Żewłakow      |     |
| 3             | Tomasz Jodłowiec     |     |
| 8             | Marko Šuler          |     |
| 20            | Jakub Kosecki        |     |
| 5             | Janusz Gol           | 33e |
| 21            | Ivica Vrdoljak       |     |
| 17            | Tomasz Brzyski       | 74e |
| 13            | Vladimer Dvalishvili |     |
| 9             | Marek Saganowski     | 87e |
|               |                      |     |
| Remplaçants : |                      |     |
| 12            | Dušan Kuciak         |     |
| 4             | Dickson Choto        |     |
| 14            | Jakub Wawrzyniak     |     |
| 18            | Michał Kucharczyk    |     |
| 32            | Miroslav Radović     | 74e |
| 35            | Daniel Łukasik       | 33e |
| 37            | Dominik Furman       | 87e |
|               |                      |     |
| Entraîneur :  |                      |     |
| Jan Urban     |                      |     |

| Titulaires :   |                     |     |
|                |                     |     |
| 33             | Rafał Gikiewicz     |     |
| 24             | Tadeusz Socha       |     |
| 15             | Rafał Grodzicki     |     |
| 3              | Adam Kokoszka       |     |
| 2              | Krzysztof Ostrowski |     |
| 16             | Dalibor Stevanovič  | 87e |
| 14             | Marcin Kowalczyk    |     |
| 5              | Waldemar Sobota     |     |
| 11             | Sebastian Mila      |     |
| 20             | Piotr Ćwielong      | 87e |
| 10             | Mateusz Cetnarski   | 65e |
|                |                     |     |
| Remplaçants :  |                     |     |
| 1              | Krzysztof Żukowski  |     |
| 6              | Kamil Dankowski     |     |
| 8              | Éric Mouloungui     |     |
| 9              | Sylwester Patejuk   | 65e |
| 19             | Mateusz Fedyna      |     |
| 23             | Jakub Więzik        | 87e |
| 27             | Łukasz Gikiewicz    | 87e |
|                |                     |     |
| Entraîneur :   |                     |     |
| Stanislav Levý |                     |     |

## Tableau final
|  | Huitièmes de finale   | Huitièmes de finale        | Huitièmes de finale |                |       | Quarts de finale           | Quarts de finale           | Quarts de finale           |  |  | Demi-finales        | Demi-finales        | Demi-finales        |  |  | Finale          | Finale          | Finale          |
|  |                       |                            |                     |                |       |                            |                            |                            |  |  |                     |                     |                     |  |  |                 |                 |                 |
|  | 26 septembre 2012     | 26 septembre 2012          | 26 septembre 2012   |                |       | 27 février et 27 mars 2013 | 27 février et 27 mars 2013 | 27 février et 27 mars 2013 |  |  | 10 et 17 avril 2013 | 10 et 17 avril 2013 | 10 et 17 avril 2013 |  |  | 2 et 8 mai 2013 | 2 et 8 mai 2013 | 2 et 8 mai 2013 |
|  | 26 septembre 2012     | 26 septembre 2012          | 26 septembre 2012   |                |       | 27 février et 27 mars 2013 | 27 février et 27 mars 2013 | 27 février et 27 mars 2013 |  |  | 10 et 17 avril 2013 | 10 et 17 avril 2013 | 10 et 17 avril 2013 |  |  | 2 et 8 mai 2013 | 2 et 8 mai 2013 | 2 et 8 mai 2013 |
|  | Śląsk Wrocław         | 3                          | -                   |                |       | 27 février et 27 mars 2013 | 27 février et 27 mars 2013 | 27 février et 27 mars 2013 |  |  | 10 et 17 avril 2013 | 10 et 17 avril 2013 | 10 et 17 avril 2013 |  |  | 2 et 8 mai 2013 | 2 et 8 mai 2013 | 2 et 8 mai 2013 |
|  | Śląsk Wrocław         | 3                          | -                   |                |       | 27 février et 27 mars 2013 | 27 février et 27 mars 2013 | 27 février et 27 mars 2013 |  |  | 10 et 17 avril 2013 | 10 et 17 avril 2013 | 10 et 17 avril 2013 |  |  | 2 et 8 mai 2013 | 2 et 8 mai 2013 | 2 et 8 mai 2013 |
|  | GKS Bełchatów         | 0                          | -                   |                |       | 27 février et 27 mars 2013 | 27 février et 27 mars 2013 | 27 février et 27 mars 2013 |  |  | 10 et 17 avril 2013 | 10 et 17 avril 2013 | 10 et 17 avril 2013 |  |  | 2 et 8 mai 2013 | 2 et 8 mai 2013 | 2 et 8 mai 2013 |
|  | GKS Bełchatów         | 0                          | -                   | Śląsk Wrocław  | 3     | 2                          |                            |                            |  |  | 10 et 17 avril 2013 | 10 et 17 avril 2013 | 10 et 17 avril 2013 |  |  | 2 et 8 mai 2013 | 2 et 8 mai 2013 | 2 et 8 mai 2013 |
|  | 3 octobre 2012        |                            |                     | Śląsk Wrocław  | 3     | 2                          |                            |                            |  |  | 10 et 17 avril 2013 | 10 et 17 avril 2013 | 10 et 17 avril 2013 |  |  | 2 et 8 mai 2013 | 2 et 8 mai 2013 | 2 et 8 mai 2013 |
|  |                       | Flota Świnoujście          | 2                   | 0              |       |                            |                            |                            |  |  | 10 et 17 avril 2013 | 10 et 17 avril 2013 | 10 et 17 avril 2013 |  |  | 2 et 8 mai 2013 | 2 et 8 mai 2013 | 2 et 8 mai 2013 |
|  | Flota Świnoujście     | Flota Świnoujście          | 2                   | 0              | 2 (8) | -                          |                            |                            |  |  | 10 et 17 avril 2013 | 10 et 17 avril 2013 | 10 et 17 avril 2013 |  |  | 2 et 8 mai 2013 | 2 et 8 mai 2013 | 2 et 8 mai 2013 |
|  | Flota Świnoujście     | 28 février et 12 mars 2013 |                     |                | 2 (8) | -                          |                            |                            |  |  | 10 et 17 avril 2013 | 10 et 17 avril 2013 | 10 et 17 avril 2013 |  |  | 2 et 8 mai 2013 | 2 et 8 mai 2013 | 2 et 8 mai 2013 |
|  | Cracovia              | 2 (7)                      | -                   |                |       |                            |                            |                            |  |  | 10 et 17 avril 2013 | 10 et 17 avril 2013 | 10 et 17 avril 2013 |  |  | 2 et 8 mai 2013 | 2 et 8 mai 2013 | 2 et 8 mai 2013 |
|  | Cracovia              | 2 (7)                      | -                   | Śląsk Wrocław  | 2     | 3                          |                            |                            |  |  |                     |                     |                     |  |  | 2 et 8 mai 2013 | 2 et 8 mai 2013 | 2 et 8 mai 2013 |
|  | 25 septembre 2012     |                            |                     | Śląsk Wrocław  | 2     | 3                          |                            |                            |  |  |                     |                     |                     |  |  | 2 et 8 mai 2013 | 2 et 8 mai 2013 | 2 et 8 mai 2013 |
|  |                       | Wisła Cracovie             | 1                   | 2              |       |                            |                            |                            |  |  |                     |                     |                     |  |  | 2 et 8 mai 2013 | 2 et 8 mai 2013 | 2 et 8 mai 2013 |
|  | Warta Poznań          | Wisła Cracovie             | 1                   | 2              | 0     | -                          |                            |                            |  |  |                     |                     |                     |  |  | 2 et 8 mai 2013 | 2 et 8 mai 2013 | 2 et 8 mai 2013 |
|  | Warta Poznań          | 9 et 16 avril 2013         |                     |                | 0     | -                          |                            |                            |  |  |                     |                     |                     |  |  | 2 et 8 mai 2013 | 2 et 8 mai 2013 | 2 et 8 mai 2013 |
|  | Wisła Cracovie        | 1                          | -                   |                |       |                            |                            |                            |  |  |                     |                     |                     |  |  | 2 et 8 mai 2013 | 2 et 8 mai 2013 | 2 et 8 mai 2013 |
|  | Wisła Cracovie        | 1                          | -                   | Wisła Cracovie | 2     | 4                          |                            |                            |  |  |                     |                     |                     |  |  | 2 et 8 mai 2013 | 2 et 8 mai 2013 | 2 et 8 mai 2013 |
|  | 3 octobre 2012        |                            |                     | Wisła Cracovie | 2     | 4                          |                            |                            |  |  |                     |                     |                     |  |  | 2 et 8 mai 2013 | 2 et 8 mai 2013 | 2 et 8 mai 2013 |
|  |                       | Jagiellonia Białystok      | 0                   | 2              |       |                            |                            |                            |  |  |                     |                     |                     |  |  | 2 et 8 mai 2013 | 2 et 8 mai 2013 | 2 et 8 mai 2013 |
|  | Jagiellonia Białystok | Jagiellonia Białystok      | 0                   | 2              | 2 (5) | -                          |                            |                            |  |  |                     |                     |                     |  |  | 2 et 8 mai 2013 | 2 et 8 mai 2013 | 2 et 8 mai 2013 |
|  | Jagiellonia Białystok | 27 février et 13 mars 2013 |                     |                | 2 (5) | -                          |                            |                            |  |  |                     |                     |                     |  |  | 2 et 8 mai 2013 | 2 et 8 mai 2013 | 2 et 8 mai 2013 |
|  | Lechia Gdańsk         | 2 (4)                      | -                   |                |       |                            |                            |                            |  |  |                     |                     |                     |  |  | 2 et 8 mai 2013 | 2 et 8 mai 2013 | 2 et 8 mai 2013 |
|  | Lechia Gdańsk         | 2 (4)                      | -                   | Śląsk Wrocław  | 0     | 1                          |                            |                            |  |  |                     |                     |                     |  |  |                 |                 |                 |
|  | 2 octobre 2012        |                            |                     | Śląsk Wrocław  | 0     | 1                          |                            |                            |  |  |                     |                     |                     |  |  |                 |                 |                 |
|  |                       | Legia Varsovie             | 2                   | 0              |       |                            |                            |                            |  |  |                     |                     |                     |  |  |                 |                 |                 |
|  | Zagłębie Lubin        | Legia Varsovie             | 2                   | 0              | 2     | -                          |                            |                            |  |  |                     |                     |                     |  |  |                 |                 |                 |
|  | Zagłębie Lubin        |                            |                     |                | 2     | -                          |                            |                            |  |  |                     |                     |                     |  |  |                 |                 |                 |
|  | Polonia Varsovie      | 1                          | -                   |                |       |                            |                            |                            |  |  |                     |                     |                     |  |  |                 |                 |                 |
|  | Polonia Varsovie      | 1                          | -                   | Zagłębie Lubin | 2     | 0                          |                            |                            |  |  |                     |                     |                     |  |  |                 |                 |                 |
|  | 25 septembre 2012     |                            |                     | Zagłębie Lubin | 2     | 0                          |                            |                            |  |  |                     |                     |                     |  |  |                 |                 |                 |
|  |                       | Ruch Chorzów               | 2                   | 1              |       |                            |                            |                            |  |  |                     |                     |                     |  |  |                 |                 |                 |
|  | Ruch Chorzów          | Ruch Chorzów               | 2                   | 1              | 3ap   | -                          |                            |                            |  |  |                     |                     |                     |  |  |                 |                 |                 |
|  | Ruch Chorzów          | 26 février et 26 mars 2013 |                     |                | 3ap   | -                          |                            |                            |  |  |                     |                     |                     |  |  |                 |                 |                 |
|  | Korona Kielce         | 1                          | -                   |                |       |                            |                            |                            |  |  |                     |                     |                     |  |  |                 |                 |                 |
|  | Korona Kielce         | 1                          | -                   | Ruch Chorzów   | 0     | 1                          |                            |                            |  |  |                     |                     |                     |  |  |                 |                 |                 |
|  | 26 septembre 2012     |                            |                     | Ruch Chorzów   | 0     | 1                          |                            |                            |  |  |                     |                     |                     |  |  |                 |                 |                 |
|  |                       | Legia Varsovie             | 0                   | 2              |       |                            |                            |                            |  |  |                     |                     |                     |  |  |                 |                 |                 |
|  | Piast Gliwice         | Legia Varsovie             | 0                   | 2              | 1     | -                          |                            |                            |  |  |                     |                     |                     |  |  |                 |                 |                 |
|  | Piast Gliwice         |                            |                     |                | 1     | -                          |                            |                            |  |  |                     |                     |                     |  |  |                 |                 |                 |
|  | Legia Varsovie        | 2                          | -                   |                |       |                            |                            |                            |  |  |                     |                     |                     |  |  |                 |                 |                 |
|  | Legia Varsovie        | 2                          | -                   | Legia Varsovie | 4     | 2                          |                            |                            |  |  |                     |                     |                     |  |  |                 |                 |                 |
|  | 27 septembre 2012     |                            |                     | Legia Varsovie | 4     | 2                          |                            |                            |  |  |                     |                     |                     |  |  |                 |                 |                 |
|  |                       | Olimpia Grudziądz          | 1                   | 1              |       |                            |                            |                            |  |  |                     |                     |                     |  |  |                 |                 |                 |
|  | Górnik Wałbrzych      | Olimpia Grudziądz          | 1                   | 1              | 1     | -                          |                            |                            |  |  |                     |                     |                     |  |  |                 |                 |                 |
|  | Górnik Wałbrzych      |                            |                     |                | 1     | -                          |                            |                            |  |  |                     |                     |                     |  |  |                 |                 |                 |
|  | Olimpia Grudziądz     | 3ap                        | -                   |                |       |                            |                            |                            |  |  |                     |                     |                     |  |  |                 |                 |                 |
|  | Olimpia Grudziądz     | 3ap                        | -                   |                |       |                            |                            |                            |  |  |                     |                     |                     |  |  |                 |                 |                 |

## Meilleurs buteurs
6 buts
- Marek Saganowski (Legia Varsovie)

4 buts
- Rafał Boguski (Wisła Cracovie)
- Vladimer Dvalishvili (Legia Varsovie)
- Tsvetan Genkov (Wisła Cracovie)
- Rafał Leśniewski (Zawisza Bydgoszcz)
- Waldemar Sobota (Śląsk Wrocław)

Source : 90minut.pl